# Abeno Harukas
Abeno Harukas é um dos arranha-céus mais altos do mundo, com 300 metros (984 ft). Edificado na cidade de Osaka, Japão, foi concluído em 2014 com 60 andares.